# 大衛·加雷克
大衛·加雷克（英語：David Garrick，1717年2月19日—1779年1月20日）是一名英格蘭人演員、劇作家、劇院經理以及製作人。他幾乎影響了18世紀的戲劇實踐的各個方面，亦是塞缪尔·约翰逊的同學及朋友。他在許多業餘戲劇當中扮演各類角色，並隨著他在莎士比亚的戲劇理查三世扮演男主角時開始獲得觀衆及劇院經理的關注。
他對理查三世及其它一些角色的演繹令人印象頗爲深刻，並被劇院經理查尔斯·弗利特伍德聘請至皇家劇院進行一個季度的演出。在接下來的五年内，他一直在德魯里巷工作，還與詹姆斯·萊西一起購買並分享了劇院的股份。這次購買開啓了加里克長達29年擔任德魯里巷經理的職業生涯，德魯里巷在此期間作爲歐洲重要的劇院開始引起人們的注意。他在從德魯里巷退休三年之後去世，人們爲他在西敏寺舉辦了一場奢華的葬禮，死後被安葬至诗人角。
作爲一名演員，加里克提倡現實主義式表演，摒棄了自己在剛出道時浮誇的作風。他的表演經常讓觀衆感到喜感，并影響了許多受其指導的英國劇院演員。在擔任德魯裏巷的經理期間，加里克還試圖改變觀衆的行爲擧止，雖然加里克的這些做法引起了一些觀衆的不滿，但他的許多改進措施還是獲得了認可。加里克還尋求對舞臺劇製作進行改革，旨在為舞臺劇製作帶來整體上的一致性，其中包括剧场设计、化妝服，甚至特殊效果。
加里克的影響還延伸至了戲劇文學方面，他將莎士比亞劇作呈現給觀衆並獲得了人們的關注。此外，他還改編了許多快被人遺忘的經典劇作，其中包括許多斯图亚特王朝复辟時代的戲劇。實際上，他在影響戲劇向更好方向發展的同時，還為劇院工作者贏得了較好的聲譽。正如塞繆爾·約翰遜所説：“他的職業使他變得富有，他使自己的職業備受人們敬重。”

## 早年生平
加里克出生於赫里福德維德馬什大街天使客栈。家庭來自法國南部一家族胡格諾派的郡望朗格多克。他的祖父大衛·加里克（法語：David Garric）1685年由於南特敕令而導致其在波尔多的職位被廢除，此敕令取消了新教及新教徒在法國的地位。隨後祖父帶著自己的兒子彼得逃至倫敦，當時彼得還是一個嬰兒，直至他年齡足夠大時被一位護士偷渡了出去。加里克在到達倫敦時成爲了一名英國國民，後來將自己的姓名英譯為加里克（英語：Garrick）。在加里克出生之後一段時間，他與他的家人搬至其母親位於利奇菲爾德的家中居住。他的父親是一位陸軍上尉，在加里克童年的大多數時間内是一名駐扎于直布罗陀的募兵官。
加里克在家中七個孩子里排第三位，他的弟弟喬治（1723-1779）在大衛一生當中擔任其助手一職。劇作家兼演員查爾斯·迪布丁曾描述喬治偶爾發現其哥哥不在時，會經常問道：“大衛找我嗎？”。後來人們注意到，喬治在加里克去世後48個小時亦去世了，這一舉動讓人們猜測大衛確實想找他。
他的侄子内森·加里克娶了埃格顿·利爵士的女兒瑪莎·利。亦是《蒙斯特修道院；罗曼史：穿插着对美德和道德的思考》（1797年于愛丁堡出版）一書的作者塞缪尔·埃格顿·利爵士的妹妹。

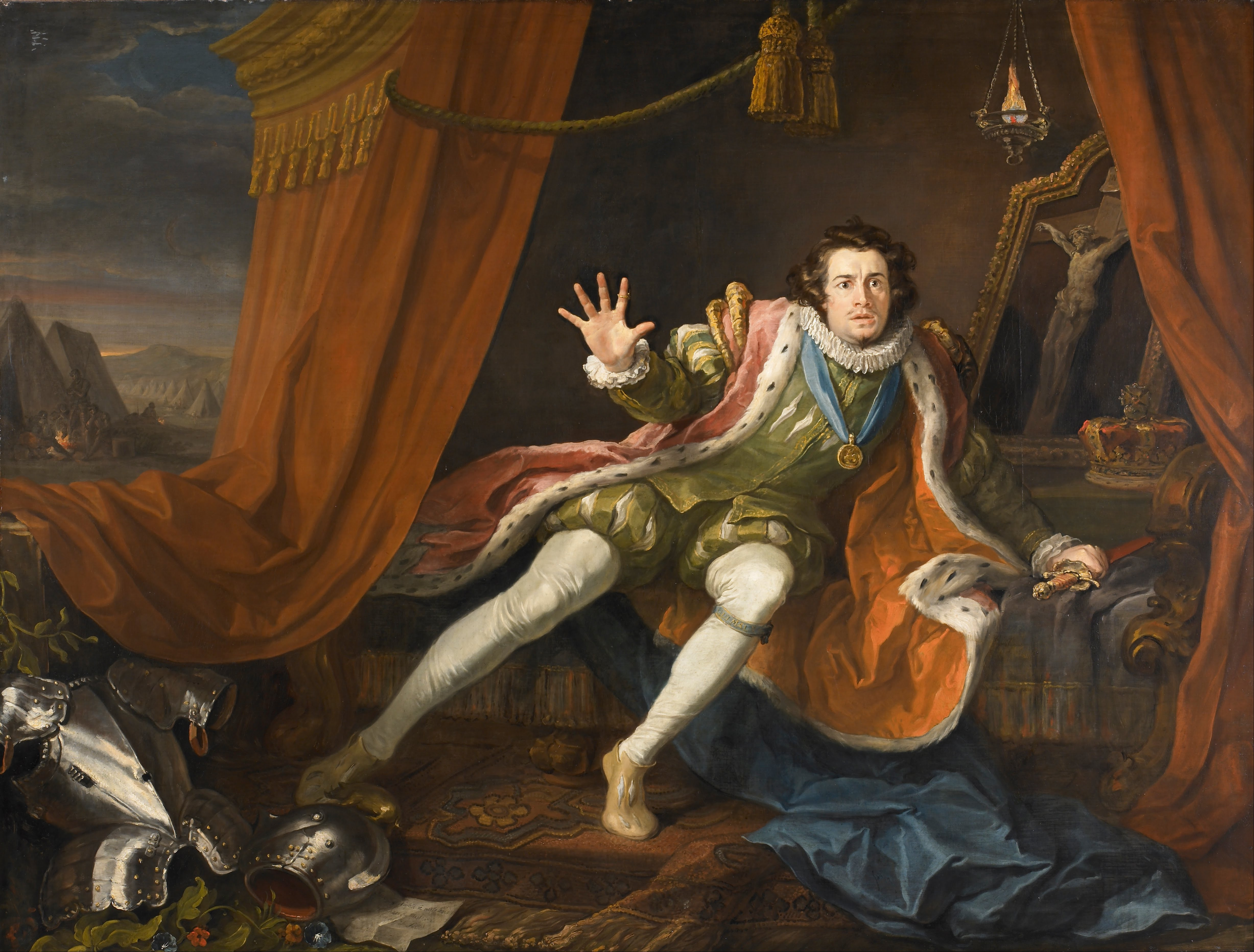
英國畫家威廉·贺加斯的畫作。來自莎士比亞戲劇《理查三世》第五幕場景：
怜悯吧，耶苏! 慈悲吧! 我只是在做梦。
懦弱的良心啊，你是如何折磨我的！
大衛·加里克于1745年時扮演理查三世。就在博斯沃思原野戰役之前，他的睡夢他所殺害的人的鬼魂所困擾，醒來之後才發現原來自己才是這個世界上最孤獨的人，已臨近死亡。

在19嵗時，加里克在利奇菲尔德法学校完成學業，在此期間學校還吸納了塞缪尔·约翰逊就讀的艾迪尔·霍尔学校。加里克很早時就對戲劇產生了較大的熱情，他在這一時期學校出演的喬治‧法古爾的劇作《招募官》中扮演凱特中士。在約翰遜的學校被關停后，他和以後的朋友加里克一起前往倫敦發家致富。1737年到達倫敦后，加里克以及他的兄弟成爲了葡萄酒生意的合夥人，其業務範圍囊括倫敦以及里奇菲爾德，大衛負責其位於倫敦的業務。但生意并不興隆，也許是因爲加里克被業餘戲劇分散了注意力。劇作家塞缪尔·富特曾說自己知道加里克的酒窖里只有3誇脫的醋，但是加里克仍然稱自己為酒商。
1740年，即加里克來到倫敦四年之後。由於自己在葡萄酒生意上的不順，所以此時自己巧合在皇家劇院看到了人生當中所觀看的第一部劇作《Lethe: or Aesop in the Shade》，此後不到一年便開啓了自己的職業生涯。一開始先在由亨利·吉法德進行管理的古德曼的菲尔德剧院扮演龍套角色。但後來古德曼的菲爾德劇院因1737年許可證法而被迫關停，此法案關停了所有未持有專利信紙的劇院，并要求所有劇院在演出之前需經過宮務大臣的批准。加里克在劇院當中的演出是吉法德幫助其的葡萄酒生意而產生的結果。吉法德幫助加里克得到了貝德福德咖啡之家的生意，這是一家由許多戲劇及文學界人士以及加里克自己經常光顧的場所。

## 專業演員生涯

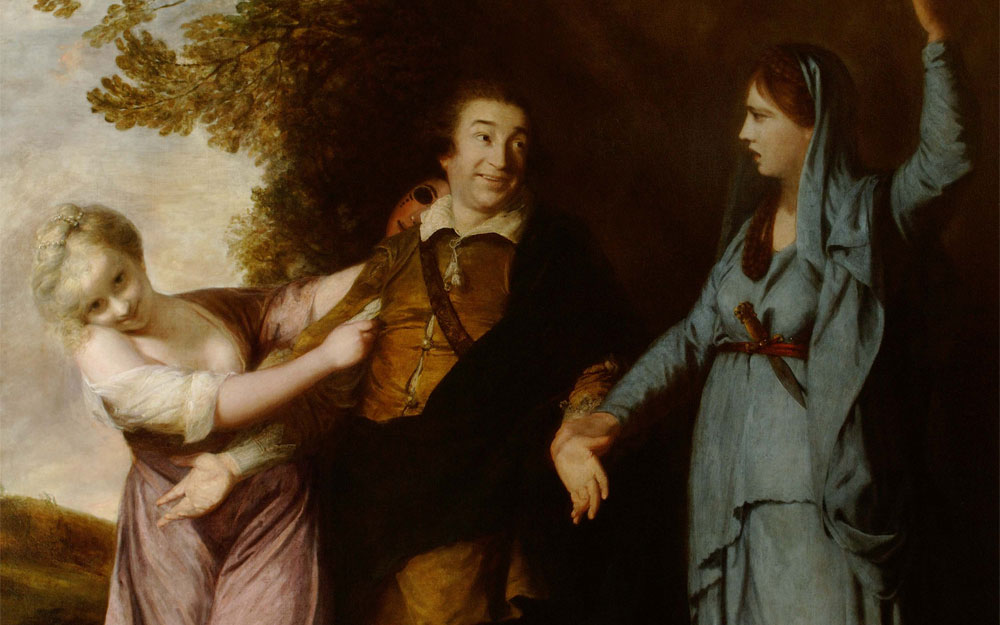
約書亞·雷諾茲畫作《悲喜交加的大衛·加雷克》，1760-61年于沃德斯登莊園

1741年，加里克首次作爲職業演員隨吉法德的劇團來到伊普斯威奇進行夏季巡演，在坦卡德街的劇院扮演《奧魯諾克》中的阿波安。他為避免受其家人的驚恐而使用藝名“萊達爾”。然而他雖然在吉法德的幫助之下獲得了成功，但卻被德魯里巷和皇家歌劇院的經理所拒絕。1741年10月19日，加里克在莎士比亞戲劇《理查三世》中扮演主角理查三世，他曾在演員兼劇作家查爾斯·馬克林的指導下扮演過此角色。在表演時他采用了自然式的表演風格，而摒棄了這一時期盛行的宣泄式表演風格，很快在倫敦引發了熱議。關於他在古德曼的菲爾德劇院里的表演，霍勒斯·沃波爾曾予以這樣的評價“一晚上會有十幾個公爵來觀看他的演出”。在他慷慨激昂的表演過後，加里克給他的弟弟寫信，要求終止終止二人的合作關係，以爲了將自己更多的精力與時間放在舞臺演出上。并且在出演《理查三世》取得成功之後又出演了其他角色，包括由泰特改編的莎士比亞戲劇《李爾王》，以及托馬斯·奧特維的戲劇《獲得救贖的威尼斯》里的皮埃爾，還包括像《彩排》里的白金漢這樣的喜劇角色。在他職業生涯的前六個月總計扮演了18個角色。他在演藝方面的成功使得亚历山大·蒲柏三次觀看其的演出，並認爲“作爲一名演員，這位年輕人從來沒有與其相提并論的競爭對手，而且會永遠皆是如此。”
隨著他在古德曼劇院里的成功，德魯裏巷的經理查爾斯·弗利特伍德于1742年5月11日聘請加里克扮演奧特維戲劇《孤兒》裏的肖蒙一角（他在伊普斯維奇首次扮演此角色），與此同時，他使用了自己的專利特許證關停了吉爾德劇院。同月，加里克與曾出演《李爾王》裏的柯黛莉亞以及自己備受歡迎的《理查三世》的瑪格麗特·沃芬頓對戲。由於在這些方面的成功，弗利特伍德在整個1742-43年演出季與加里克簽約。